# Caso de Ouro Preto
O Caso de Ouro Preto refere-se ao assassinato não esclarecido da estudante Aline Silveira Soares, encontrada morta em um cemitério da cidade de Ouro Preto em Minas Gerais. O caso teve grande repercussão pela imprensa brasileira no início dos anos 2000  e provocou debates acalorados sobre o suposto envolvimento de jogos de RPG no crime.

## O caso
Em 11 de outubro de 2001, a estudante de farmácia Aline Silveira Soares (18 anos) viajou de sua cidade, Manhumirim, em Minas Gerais, para Ouro Preto, sede da Universidade Federal de Ouro Preto, no mesmo estado. Aline aparentemente foi acompanhada de uma amiga, Liliane, e sua prima Camila Dolabella para participar da Festa do Doze, um evento que reúne todos jovens e os estudantes universitários da cidade no dia 12 de outubro para uma rave com muita diversão. Durante a festa, as meninas acabaram se separando, e em um determinado momento, Liliane e Camila retornam a república Sonata, local onde as três estavam hospedadas, porém Aline não havia retornado. De início, as meninas não ficaram preocupadas por que Aline conhecia muitos estudantes na cidade e pensavam que ela estava em uma festa em outra república de estudantes, porém as horas foram passando e o dia de retornarem para casa estava perto, então Liliane e Camila começam a procurar por Aline. A jovem foi encontrada morta em cima de um túmulo do cemitério Nossa Senhora das Mercês, com 17 facadas no corpo, na madrugada do dia 14 de outubro de 2001.
Os investigadores e a mídia alegaram que a morte foi causada por jogadores do RPG Vampiro: A Máscara e o jogo foi proibido, temporariamente, pela justiça, Por conta desse episódio, RPGs passaram a ser incluídos no Sistema de Classificação Indicativa Brasileiro. Em 2002, uma lei de Vila Velha, no Espírito Santo, chegou a proibir a venda de livros de RPG na cidade.

## Os acusados
Segundo a promotoria, Aline teria sido assassinada por Edson Aguiar, Cassiano Garcia e Maicon Lopes, todos moradores da república Sonata, onde Aline, Camila e Liliane se hospedaram para a Festa. Camila Dolabella, prima da vítima, também foi indiciada. A causa do crime apontada pela polícia e sustentada pelo Ministério Público seria uma partida de RPG, que Aline perdeu e foi punida com a morte. Supostamente numa morte ritual, de acordo com preceitos satânicos.
Análises jurídicas posteriores apontaram a inexistência de nexo causal entre o RPG e o assassinato da estudante Aline Silveira Soares.

## O veredito
Os três acusados pela morte foram absolvidas do crime em 5 de julho de 2009, após cinco dias de julgamento.

## Problemas na investigação e acusação
Para Cynthia Semíramis Machado Vianna, a obsessão das autoridades locais na moral religiosa do caso, tentando demonstrar a implicação do jogo RPG e do suposto satanismo presente no evento, impediram a investigação do objeto principal: o homicídio em si.
Não tendo sido demonstrado, em fato, nem pela polícia civil e nem pelo Ministério Público locais a relação entre, por um lado, o jogo e práticas de sacrifício humano (caráter geral) e, por outro, o animus de um sacrifício ritual para a morte sob investigação (caráter específico), o que restou foi um caso frágil, sustentado exclusivamente sobre a espetacularização especulativa de uma morte violenta.
Ademais, no mesmo artigo Cynthia pontua como a absolvição dos acusados se traduziu em mero ato formal: obtida somente oito anos depois do ocorrido, com os acusados tendo sofrido profundo linchamento público e socialmente punidos (tendo de se mudar de cidade, abandonar os estudos e perder amizades e contatos familiares), nada tendo sido reparado pela sentença tardia. Igualmente grave, a decisão deliberada pelo sensacionalismo, por parte das autoridades e da imprensa (que limitou-se a praticar o chamado "jornalismo declaratório", acrítico), é que o caso tenha chegado ao fim sem que houvesse uma conclusão eficaz: quem foi (ou foram) responsável(eis) pela morte de Aline? Qual foi a motivação de sua morte?
Referindo-se a uma matéria publicada pelo jornal O Tempo, de Minas Gerais, Cynthia escreve:
É importante deixar claro que as informações sobre o caso mostram que tanto o inquérito policial quanto o processo judicial não foram um primor de eficiência. O Ministério Público chegou a admitir que houve falhas na acusação: ‘Essas falhas foram preponderantes para a sentença. Tentar recuperar provas depois de muito tempo é difícil, os autos e as provas têm que ser feitos na época certa’ . No entanto, tais falhas poderiam ter sido apontadas e corrigidas pela pressão de jornalistas, que deveriam ter questionado as autoridades na época do crime, ao invés de terem atuado como porta-vozes delas, abraçando com fervor a tese (agora desacreditada) da culpa do RPG.

## Papel da imprensa e do Judiciário
Ainda segundo Cynthia Vianna, do Observatório da Imprensa: "Durante o julgamento a imprensa promoveu uma campanha de desinformação, relacionando indevidamente o RPG com o que algumas autoridades supunham ser magia negra e rituais satânicos ligados a um homicídio. O Jornal da Globo de 20/12/2004 fez reportagem sobre o crime, divulgada nacionalmente. Nela, enquanto a narração afirmava que foram encontrados manuais de magia negra, incluindo uma bíblia satânica, a tela mostrava apenas livros de RPG, levando a uma associação de idéias absurda. Vale esclarecer que a referida “bíblia satânica” era um dos suplementos do RPG Vampiro: A Máscara denominado “Livro de Nod”, que reúne textos poéticos, fictícios, sobre uma possível origem bíblica dos vampiros.
A imprensa deveria ter respeitado a inteligência do público. Foram oito anos deturpando o jogo de RPG, presumindo rituais de magia onde não existiam sequer indícios dessa prática, insuflando a condenação dos acusados. Após a absolvição, as matérias passaram a criticar as autoridades e brigar pelo esclarecimento do crime, questionando a postura policial. No entanto, em 2001, quando deveriam ter feito esses questionamentos, preferiram tratar os investigadores como donos da verdade. Dias antes do julgamento, apostavam na condenação dos acusados; após a absolvição, optaram por ignorar oito anos de manipulação e linchamento de acusados, desviando o foco da discussão para a ausência de culpados, procurando fazer com que o público esquecesse o papel vergonhoso que a imprensa teve no direcionamento deste caso.
" A notícia do veredicto foi publicada em primeira mão na conta do Twitter da jornalista Fernanda Lizardo.
Em seu trabalho de conclusão de curso, a jornalista Lívia Daniela Antunes Pereira aponta como o grau de distanciamento físico do local dos eventos estava diretamente relacionado ao quanto um veículo de imprensa se limitaria a repetir o discurso oficial ou se afastar dele. Quanto mais próximo do cenário dos eventos, maior a possibilidade de dar espaço à outros discursos além do oficial, e vice-versa.
Nas palavras da graduanda, o dano causado pela cobertura sensacionalista do caso é intenso:
O grande problema reside em culpar previamente as pessoas. Isso é capaz de destruir reputações, como outros casos de mídia já nos revelaram. Tentativas posteriores de reverter o estrago, como a mudança de foco do [portal de notícias] Uai após a sentença, acabam não surtindo o mesmo efeito. Quando se há um julgamento prévio do que vai acontecer; em casos de crimes, condenações e prisões; as notícias resultantes serão orientadas para essa conclusão, desfecho que não aconteceu com o Caso Ouro Preto, que surtiu um resultado inesperado.

## Análise etnográfica do Tribunal do Júri para o caso
A antropóloga Ana de Fiori analisou as circunstâncias e desenvolveu uma pesquisa sobre o comportamento dos envolvidos no julgamento e como a mídia abordou o caso. Segundo ela: "A primeira, recorrente na imprensa brasileira, é a crucificação perante a sociedade dos suspeitos antes do julgamento ser finalizado."
Outro ponto analisado na pesquisa diz respeito à associação do jogo com a morte da vítima. A antropóloga, que assistiu o julgamento final e entrevistou a promotora do caso durante sua pesquisa, diz que “muitas das acusações foram feitas sobre a prática ‘demoníaca’ do jogo de RPG, enquanto o que deveria ser julgado eram as provas que ligavam ao assassinato”.